# Luperina pozzii
Luperina pozzii är en fjärilsart som beskrevs av Curó 1883. Luperina pozzii ingår i släktet Luperina och familjen nattflyn. Inga underarter finns listade i Catalogue of Life.